# Victor Andersson (fotbollsspelare)
Victor David Gonçalves Andersson, född 22 oktober 2004 i Danderyd, Sverige, är en svensk fotbollsspelare som spelar för AIK i Allsvenskan.

## Karriär
Victor Andersson är uppvuxen i Åkersberga och började som femåring spela i moderklubben IFK Österåker. Som åttaåring bytte han klubb till IFK Stocksund för att några år senare ta klivet till Hammarby IF. Efter fyra år i "Bajen" skrev Andersson som 14-åring på för Nacka United, för vilka han fick debutera i Division 6 Stockholm D. Tiden i Nacka United blev dock kort. Via en kort sejour i Vasalunds IF hamnade Andersson sedan i Djurgårdens IF, innan han som 16-åring kritade på för AIK.

### AIK
Kort efter flytten till AIK fick Andersson A-lagsdebutera, då han startade i en träningsmatch mot Örebro SK den 7 februari 2021. Debutsäsongen blev även fortsättningsvis lyckosam, då Andersson imponerade med sitt målskytte och var en viktig del av det lag som vann U17-SM 2021.
Säsongen 2022 lyftes Victor Andersson upp till klubbens U19-lag och började även figurera mer i A-laget. I 3–2-segern mot IFK Värnamo den 24 juli 2022 fanns Andersson för första gången med i en allsvensk matchtrupp. Några veckor senare kom också den allsvenska debuten. I 4-0-segern mot GIF Sundsvall den 4 september 2022 fick Andersson och lagkamraten Taha Ayari båda debutera i Allsvenskan med ett sent inhopp.
Månaden därpå skrev han på sitt första A-lagskontrakt, då han tecknade ett femårsavtal med AIK. Säsongen avslutades därefter med att Andersson tog emot priset som Årets Unicoachmittfältare, som tilldelas den bästa mittfältaren i U19-Allsvenskan.
Andersson gjorde sitt första allsvenska mål den 11 maj 2025 då han gjorde kvitteringsmålet när AIK vände mot Mjällby AIF i en 2–1-vinst på Strawberry Arena. Han följde sedan upp detta med att göra både mål och assist omgången därpå när AIK spelade 3–3 mot BK Häcken på Bravida Arena.

## Statistik
| Klubb              | Säsong             | Liga               | Liga    | Liga | Nationell cup | Nationell cup | Internationell cup | Internationell cup | Övrigt  | Övrigt | Totalt  | Totalt |
| Klubb              | Säsong             | Division           | Matcher | Mål  | Matcher       | Mål           | Matcher            | Mål                | Matcher | Mål    | Matcher | Mål    |
| ------------------ | ------------------ | ------------------ | ------- | ---- | ------------- | ------------- | ------------------ | ------------------ | ------- | ------ | ------- | ------ |
| AIK                | 2022               | Allsvenskan        | 1       | 0    | 0             | 0             | 0                  | 0                  | -       | -      | 1       | 0      |
| Totalt i karriären | Totalt i karriären | Totalt i karriären | 1       | 0    | 0             | 0             | 0                  | 0                  | 0       | 0      | 1       | 0      |

## Personligt
Victor Andersson har påbrå från Brasilien och Guatemala, då hans mamma kommer från Brasilien medan hans pappa är halvsvensk. Hans pappa har även varit professionell amerikansk fotbollsspelare och spelat i NFL.